# اخلاقیات ادوموسی

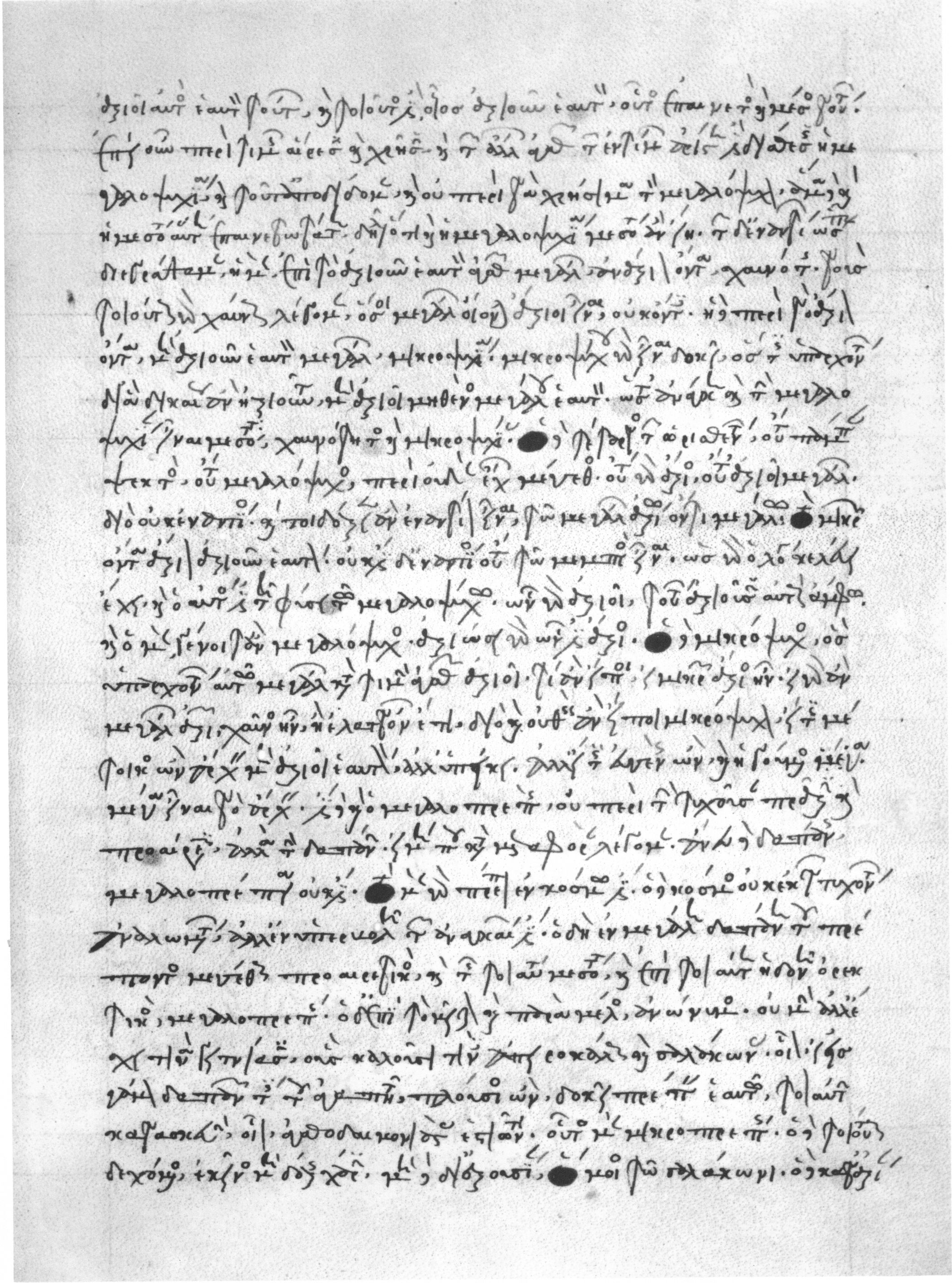
ارسطو، اخلاق ائودموس، در کمبریج، کتابخانه دانشگاه، نسخه خطی Ii.5.44، برگ 120r.

اخلاقیات ادوموسی (به یونانی: Ἠθικὰ Εὐδήμεια، به لاتین: Ethica Eudemia) یکی از آثار فلسفی ارسطو است که تمرکزش بر اخلاقیات است. نام این کتاب از یکی از شاگردان او به نام  اودموس گرفته شده‌است که خود او نخستین کسی محسوب می‌شود که در حوزه تاریخ علم به نگارش متنی پرداخته‌است.
اودموس درواقع نسخه نهایی متن این کتاب از ارسطو را جمع‌آوری و ویرایش کرده‌است. بسیاری از متخصصین حوزه فلسفه باور دارند این کتاب پیش از دیگر کتاب ارسطو در حوزه اخلاقیات، یعنی اخلاقیات نیکوماخوسی نوشته شده و پایه اصلی آن را نیز تشکیل داده‌است.. مترجم انگلیسی این متن، در مقدمه ترجمه در مورد آن اشاره کرده که «اخلاقیات ادوموسی در برخی موارد، بیان کاملتر یا گفتمانی تری نسبت به اخلاقیات نیکوماخوسی دارد.»

## ترجمه به فارسی
این متن ارسطو هنوز به صورت کامل به فارسی برگردانده نشده و تقریباً در ایران ناشناخته باقی مانده‌است. تنها ترجمه موجود از آن ترجمه احسان حنیف در کتاب نظریه‌های زیبایی‌شناسی (فکرنو، ۱۳۹۹) است که از روی نسخه خلاصه شده‌ای از آن انجام شده‌است.